# PRIDE Grand Prix 2000 Opening Round
PRIDE Grand Prix 2000: Opening Round fue un evento de artes marciales mixtas producido por PRIDE Fighting Championships, celebrado el 30 de enero de 2000 en el Tokyo Dome de Tokio.

## Resultados
1. ↑  Mezger perdió la pelea al abandonar el ring después de que la pelea fuera declarada empate y enviada a una ronda de tiempo extra.

## Cuadro de desarrollo
|  | Ronda Inaugural 31 de enero  | Ronda Inaugural 31 de enero | Ronda Inaugural 31 de enero  |                  |                           | Cuartos de final 1 de mayo | Cuartos de final 1 de mayo | Cuartos de final 1 de mayo |  |                           | Semifinales 1 de mayo | Semifinales 1 de mayo | Semifinales 1 de mayo |  |                    | Final 1 de mayo  | Final 1 de mayo | Final 1 de mayo |  |
|  |                              |                             |                              |                  |                           |                            |                            |                            |  |                           |                       |                       |                       |  |                    |                  |                 |                 |  |
|  |                              |                             |                              |                  |                           |                            |                            |                            |  |                           |                       |                       |                       |  |                    |                  |                 |                 |  |
|  | Bandera de Brasil            | Royce Gracie                | UD                           |                  |                           |                            |                            |                            |  |                           |                       |                       |                       |  |                    |                  |                 |                 |  |
|  | Bandera de Brasil            | Royce Gracie                | UD                           |                  |                           |                            |                            |                            |  |                           |                       |                       |                       |  |                    |                  |                 |                 |  |
|  | Bandera de Japón             | Nobuhiko Takada             | 15:00                        |                  |                           |                            |                            |                            |  |                           |                       |                       |                       |  |                    |                  |                 |                 |  |
|  | Bandera de Japón             | Nobuhiko Takada             | 15:00                        |                  | Bandera de Brasil         | Royce Gracie               |                            |                            |  |                           |                       |                       |                       |  |                    |                  |                 |                 |  |
|  |                              |                             |                              |                  | Bandera de Brasil         | Royce Gracie               |                            |                            |  |                           |                       |                       |                       |  |                    |                  |                 |                 |  |
|  |                              |                             | Bandera de Japón             | Kazushi Sakuraba |                           |                            |                            |                            |  |                           |                       |                       |                       |  |                    |                  |                 |                 |  |
|  | Bandera de Japón             | Kazushi Sakuraba            | Bandera de Japón             | Kazushi Sakuraba | TKO                       |                            |                            |                            |  |                           |                       |                       |                       |  |                    |                  |                 |                 |  |
|  | Bandera de Japón             | Kazushi Sakuraba            |                              |                  |                           |                            |                            |                            |  |                           |                       |                       |                       |  |                    |                  |                 |                 |  |
|  | Bandera de Estados Unidos    | Guy Mezger                  | 15:00                        |                  |                           |                            |                            |                            |  |                           |                       |                       |                       |  |                    |                  |                 |                 |  |
|  | Bandera de Estados Unidos    | Guy Mezger                  | 15:00                        |                  |                           |                            |                            |                            |  | Bandera de Japón          | Kazushi Sakuraba      |                       |                       |  |                    |                  |                 |                 |  |
|  |                              |                             |                              |                  |                           |                            |                            |                            |  | Bandera de Japón          | Kazushi Sakuraba      |                       |                       |  |                    |                  |                 |                 |  |
|  |                              |                             | Bandera de Ucrania           | Igor Vovchanchyn |                           |                            |                            |                            |  |                           |                       |                       |                       |  |                    |                  |                 |                 |  |
|  | Bandera de Ucrania           | Igor Vovchanchyn            | Bandera de Ucrania           | Igor Vovchanchyn | UD                        |                            |                            |                            |  |                           |                       |                       |                       |  |                    |                  |                 |                 |  |
|  | Bandera de Ucrania           | Igor Vovchanchyn            |                              |                  |                           |                            |                            |                            |  |                           |                       |                       |                       |  |                    |                  |                 |                 |  |
|  | Bandera de Japón             | Alexander Otsuka            | 15:00                        |                  |                           |                            |                            |                            |  |                           |                       |                       |                       |  |                    |                  |                 |                 |  |
|  | Bandera de Japón             | Alexander Otsuka            | 15:00                        |                  | Bandera de Ucrania        | Igor Vovchanchyn           |                            |                            |  |                           |                       |                       |                       |  |                    |                  |                 |                 |  |
|  |                              |                             |                              |                  | Bandera de Ucrania        | Igor Vovchanchyn           |                            |                            |  |                           |                       |                       |                       |  |                    |                  |                 |                 |  |
|  |                              |                             | Bandera de Trinidad y Tobago | Gary Goodridge   |                           |                            |                            |                            |  |                           |                       |                       |                       |  |                    |                  |                 |                 |  |
|  | Bandera de Trinidad y Tobago | Gary Goodridge              | Bandera de Trinidad y Tobago | Gary Goodridge   | SUB                       |                            |                            |                            |  |                           |                       |                       |                       |  |                    |                  |                 |                 |  |
|  | Bandera de Trinidad y Tobago | Gary Goodridge              |                              |                  |                           |                            |                            |                            |  |                           |                       |                       |                       |  |                    |                  |                 |                 |  |
|  | Bandera de Japón             | Osamu Kawahara              | 0:51                         |                  |                           |                            |                            |                            |  |                           |                       |                       |                       |  |                    |                  |                 |                 |  |
|  | Bandera de Japón             | Osamu Kawahara              | 0:51                         |                  |                           |                            |                            |                            |  |                           |                       |                       |                       |  | Bandera de Ucrania | Igor Vovchanchyn |                 |                 |  |
|  |                              |                             |                              |                  |                           |                            |                            |                            |  |                           |                       |                       |                       |  | Bandera de Ucrania | Igor Vovchanchyn |                 |                 |  |
|  |                              |                             | Bandera de Estados Unidos    | Mark Coleman     |                           |                            |                            |                            |  |                           |                       |                       |                       |  |                    |                  |                 |                 |  |
|  | Bandera de Estados Unidos    | Mark Coleman                | Bandera de Estados Unidos    | Mark Coleman     | SUB                       |                            |                            |                            |  |                           |                       |                       |                       |  |                    |                  |                 |                 |  |
|  | Bandera de Estados Unidos    | Mark Coleman                |                              |                  |                           |                            |                            |                            |  |                           |                       |                       |                       |  |                    |                  |                 |                 |  |
|  | Bandera de Japón             | Masaaki Satake              | 1:14                         |                  |                           |                            |                            |                            |  |                           |                       |                       |                       |  |                    |                  |                 |                 |  |
|  | Bandera de Japón             | Masaaki Satake              | 1:14                         |                  | Bandera de Estados Unidos | Mark Coleman               |                            |                            |  |                           |                       |                       |                       |  |                    |                  |                 |                 |  |
|  |                              |                             |                              |                  | Bandera de Estados Unidos | Mark Coleman               |                            |                            |  |                           |                       |                       |                       |  |                    |                  |                 |                 |  |
|  |                              |                             | Bandera de Japón             | Akira Shoji      |                           |                            |                            |                            |  |                           |                       |                       |                       |  |                    |                  |                 |                 |  |
|  | Bandera de Japón             | Akira Shoji                 | Bandera de Japón             | Akira Shoji      | UD                        |                            |                            |                            |  |                           |                       |                       |                       |  |                    |                  |                 |                 |  |
|  | Bandera de Japón             | Akira Shoji                 |                              |                  |                           |                            |                            |                            |  |                           |                       |                       |                       |  |                    |                  |                 |                 |  |
|  | Bandera de Brasil            | Ebenezer Fontes Braga       | 15:00                        |                  |                           |                            |                            |                            |  |                           |                       |                       |                       |  |                    |                  |                 |                 |  |
|  | Bandera de Brasil            | Ebenezer Fontes Braga       | 15:00                        |                  |                           |                            |                            |                            |  | Bandera de Estados Unidos | Mark Coleman          |                       |                       |  |                    |                  |                 |                 |  |
|  |                              |                             |                              |                  |                           |                            |                            |                            |  | Bandera de Estados Unidos | Mark Coleman          |                       |                       |  |                    |                  |                 |                 |  |
|  |                              |                             | Bandera de Japón             | Kazuyuki Fujita  |                           |                            |                            |                            |  |                           |                       |                       |                       |  |                    |                  |                 |                 |  |
|  | Bandera de Estados Unidos    | Mark Kerr                   | Bandera de Japón             | Kazuyuki Fujita  | MD                        |                            |                            |                            |  |                           |                       |                       |                       |  |                    |                  |                 |                 |  |
|  | Bandera de Estados Unidos    | Mark Kerr                   |                              |                  |                           |                            |                            |                            |  |                           |                       |                       |                       |  |                    |                  |                 |                 |  |
|  | Bandera de Japón             | Enson Inoue                 | 15:00                        |                  |                           |                            |                            |                            |  |                           |                       |                       |                       |  |                    |                  |                 |                 |  |
|  | Bandera de Japón             | Enson Inoue                 | 15:00                        |                  | Bandera de Estados Unidos | Mark Kerr                  |                            |                            |  |                           |                       |                       |                       |  |                    |                  |                 |                 |  |
|  |                              |                             |                              |                  | Bandera de Estados Unidos | Mark Kerr                  |                            |                            |  |                           |                       |                       |                       |  |                    |                  |                 |                 |  |
|  |                              |                             | Bandera de Japón             | Kazuyuki Fujita  |                           |                            |                            |                            |  |                           |                       |                       |                       |  |                    |                  |                 |                 |  |
|  | Bandera de Japón             | Kazuyuki Fujita             | Bandera de Japón             | Kazuyuki Fujita  | SUB                       |                            |                            |                            |  |                           |                       |                       |                       |  |                    |                  |                 |                 |  |
|  | Bandera de Japón             | Kazuyuki Fujita             |                              |                  |                           |                            |                            |                            |  |                           |                       |                       |                       |  |                    |                  |                 |                 |  |
|  | Bandera de los Países Bajos  | Hans Nijman                 | 2:48                         |                  |                           |                            |                            |                            |  |                           |                       |                       |                       |  |                    |                  |                 |                 |  |
|  | Bandera de los Países Bajos  | Hans Nijman                 | 2:48                         |                  |                           |                            |                            |                            |  |                           |                       |                       |                       |  |                    |                  |                 |                 |  |
|  |                              |                             |                              |                  |                           |                            |                            |                            |  |                           |                       |                       |                       |  |                    |                  |                 |                 |  |